# Raymundo Rodríguez
Raymundo Rodríguez González (* 15. April 1905; † unbekannt), auch bekannt unter dem Spitznamen Mapache (span. für Der Waschbär), war ein mexikanischer Fußballspieler, der im Mittelfeld agierte. 

## Leben
Aus den wenigen der Nachwelt erhalten gebliebenen Daten ist lediglich bekannt, dass „Mapache“ Rodríguez zumindest zwischen 1928 und 1930 beim CD Marte unter Vertrag stand. In der Saison 1928/29 gewann er mit den Marcianos die mexikanische Fußballmeisterschaft und 1930 gehörte er zum Kader der mexikanischen Nationalmannschaft, die ihr Heimatland bei der erstmals ausgetragenen Fußball-Weltmeisterschaft in Uruguay vertrat. Dort absolvierte er am 19. Juli 1930 im letzten Vorrundenspiel gegen den späteren Vizeweltmeister Argentinien (3:6) seinen einzigen Länderspieleinsatz.